# Epididymální hypertenze
Epididymální hypertenze (EH), neformálně označovaná jako modré koule u mužů nebo modrá vulva u žen, je neškodný, ale nepříjemný pocit v oblasti genitálií během dlouhodobého stavu sexuálního vzrušení. Tento stav obvykle odezní během několika hodin, pokud není zmírněn orgasmem.
U žen se nepříjemné pocity vyskytují v erektilní tkáni a na klitorisu vulvy. U mužů má tento jev za následek nepříjemný pocit na varlatech nebo křeče v podbřišku. Nejčastěji se jím nazývá dočasné překrvení tekutiny ve varlatech, podbřišku nebo vulvě, způsobené dlouhodobým sexuálním vzrušením bez orgasmu.
Termín epididymální hypertenze je odvozen od nadvarlete, součásti mužského reprodukčního systému. Tento termín se používá také pro ženy, přestože v ženské anatomii nadvarle chybí. Profesorka Caroline Pukall, která je spoluautorkou první podrobné studie o epididymální hypertenzi, navrhla používat termín syndrom pulzujícího rozkroku. Předpokládá se, že termín „modré koule“ vznikl ve Spojených státech a poprvé se objevil v roce 1916. Ačkoli je méně známý, ekvivalent tohoto jevu u žen se neformálně označuje mimo jiné jako „modrá vulva“. Nelze jej zaměňovat s neschopností dosáhnout orgasmu nebo masturbační praktikou edgingu.